# Aethiothemis solitaria
Aethiothemis solitaria là một loài chuồn chuồn ngô thuộc họ Libellulidae. Nó được tìm thấy ở Angola, Botswana, Guinea, Guinea-Bissau, Namibia, Nigeria, Sierra Leone, Togo, Uganda, Zambia, có thể cả Malawi, và có thể cả Tanzania. Môi trường sống tự nhiên của chúng là rừng ẩm vùng đất thấp nhiệt đới hoặc cận nhiệt đới, xavan khô, xavan ẩm, vùng cây bụi khô khu vực nhiệt đới hoặc cận nhiệt đới, vùng cây bụi ẩm khu vực nhiệt đới hoặc cận nhiệt đới, đầm lầy, và đầm nước.